# IC 2218/1
IC 2218/1 је спирална галаксија у сазвијежђу Рак која се налази на листи објеката дубоког неба у Индекс каталогу.
Деклинација објекта је + 24° 25' 55" а ректасцензија 8h 1m 38,4s. Привидна величина (магнитуда) објекта IC 2218 износи 14,9 а фотографска магнитуда 15,7. IC 22181 је још познат и под ознакама CGCG 118-48, PGC 22509.